# ジェフリー・ダイチ

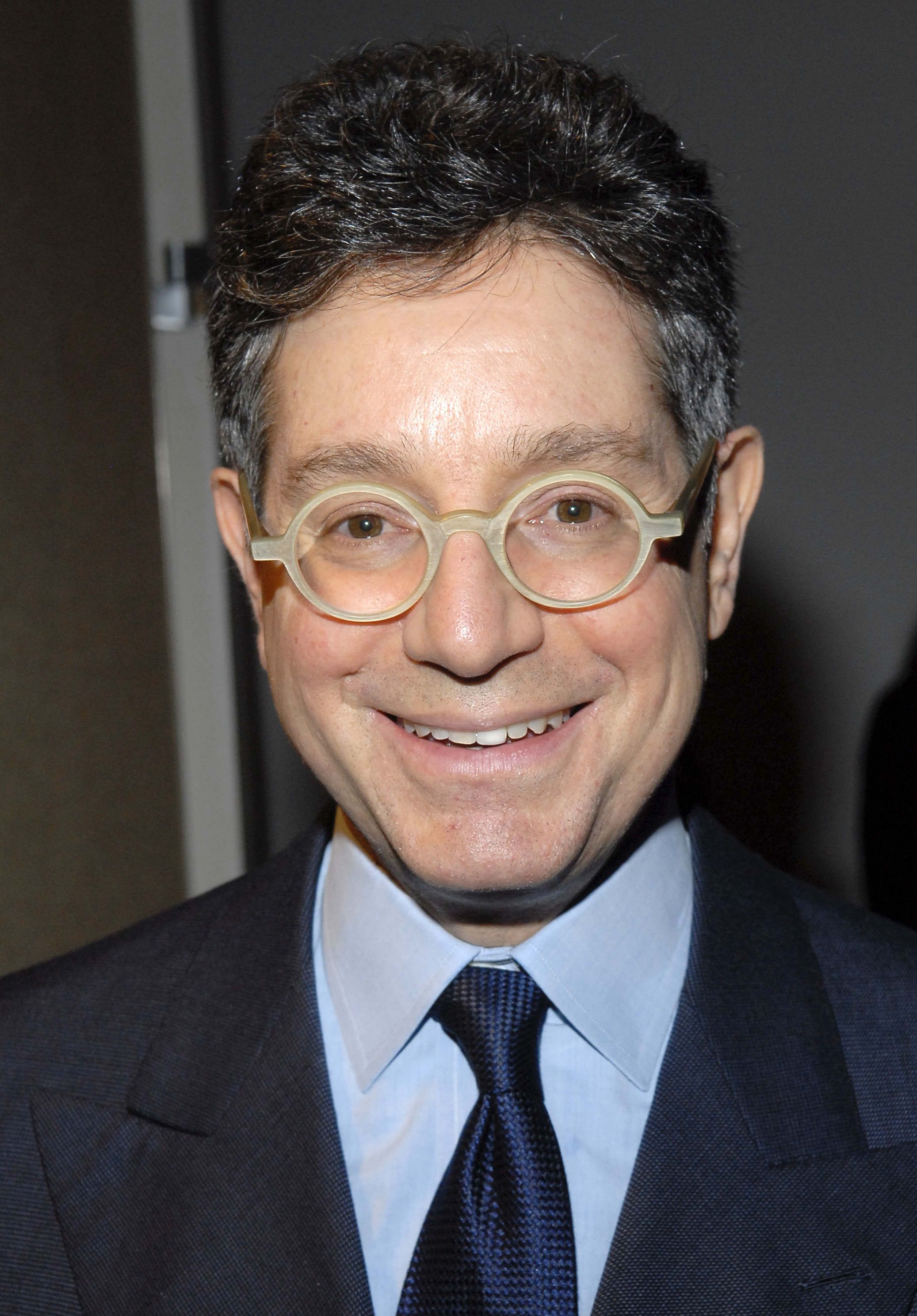

ジェフリー・ダイチ（Jeffrey Deitch　1950年 - ）は、アメリカのアートディラー、キュレーター。ロサンゼルス現代美術館長であり、ダイチ・プロジェクト（Deitch Projects）の経営者でもある。これまでにオノ・ヨーコ、アンディ・ウォーホル、キース・ヘリング、ジャン・ミシェル・バスキア、ジェフ・クーンズなどトップアーティストを手掛け、森美術館（六本木ヒルズ）やギリシャの実業家ダキス・ヨアヌーなど世界的な美術館やコレクターのアートアドバイザーを務めている。そのため、「アート界のミダス王」とも称される。

## 略歴
- 1978年、ハーバード大学大学院（ハーバード・ビジネス・スクール）修了。
- 1979年-1988年、シティバンクに勤務し、アートファイナンス部門の開発を担当。ジョゼ・ムグラビなど個人コレクターのアートアドヴァイザーを務める。ヴァイスプレシデントに就任。
- 1970年代中期-、批評家、キュレーターとして活躍。Arts、Art in America、Artforumなど雑誌やホイットニー美術館などの美術館のカタログなどに多数寄稿。アメリカの『Flash Art』初代編集長に就任。
- 1996年−2010年、ダイチ・プロジェクツ開廊。
- 2009年 森美術館のアートアドヴァイザーに就任。
- 2010年ー2013年、ロサンゼルス現代美術館館長[2]。
- 2014年ー、ジェフリー・ダイチ・ギャラリーをニューヨークに再開廊。また2018年にはフランク・ゲーリー設計の15000平米に及ぶ別館がハリウッドに開廊した。

彼が1992年に企画した「ポストヒューマン」展は、遺伝子工学などの新しい科学技術が従来の「人間」の概念や倫理観を刷新していくことを展覧会によって予見し、その後の芸術に多大な影響を与えた。フランス、ドイツ、イタリアなど世界7カ国を巡回し、ダミアン・ハースト、フィッシュリ＆ヴァイス、ポール・マッカシーなど参加していたアーティストのほとんどが現在、世界的な知名度を獲得し、活躍している。
なお1996年に開廊したダイチ・プロジェクツの最初の展覧会は、ヴァネッサ・ヴィークロフト、森万里子などを含むものだった。
1980年代のグラフィティ・アート黎明期からの支持者であり、Kehinde WileyやCecily Brown、Keith HaringやJeff Koonsといったアーティストが彼のギャラリーに所属した。
2006年、ダイチはサザビーズでブリジット・ライリーの『Untitled (Diagonal Curve) 』 (1966年) を210万ドルで購入し、作家の過去最高記録を更新した。
2010年、ロサンゼルス現代美術館 (MOCA) の館長に就任。（Deitch Projectsは閉廊。） 特に2011年に開催されたArt in the Streets は、アメリカ初の大規模なグラフィティ・ストリートアートの調査をもとにした展覧会となった。 また、アートに特化した初のオリジナルYouTubeチャンネルMOCAtvを考案。
2012年にMOCAの長年のチーフキュレーターであるPaul Schimmel氏をダイチは解雇し、それに抗議して、アーティストのJohn Baldessari氏、Ed Ruscha氏、Barbara Kruger氏、Catherine Opie氏の4人のMOCA役員が辞任に追い込まれたことが議論を呼んだ。
2015年、ギャラリーを再開し、Tom Sachs、Eddie Peake、Walter Robinson、Ai Weiwei、Kenny Scharf、Austin Lee、Urs Fischer、Judy Chicagoらによる展覧会を企画。
歌手のマドンナや映画監督のミシェル・ゴンドリー、デザイナーのジェレミー・スコットらとコラボレーションするなど、マルチメディアな活動を展開している。

## 主な展覧会
- 1975 「Lives」
- 1979 「Born in Boston」
- 1984 「新しい肖像」 (MOMA PS 1)
- 1988 「カルチュラル・ジオメトリー」
- 1989 「心理学的抽象」
- 1992 「ポストヒューマン」
- 1993  「アペルト部門」（ヴェネチア・ビエンナーレ）
- 2011 「ストリートの中にある芸術」（ロサンゼルス現代美術館）
- 2012 「 The Painting Factory:Abstraction After Warhol」（ロサンゼルス現代美術館）

## 関連施設・関連美術家
- 六本木ヒルズ
- 森美術館
- ロサンゼルス現代美術館
- ハーバード・ビジネス・スクール
- シティバンク
- ポストヒューマン
- オノ・ヨーコ
- キース・ヘリング
- ジャン・ミシェル・バスキア
- ジェフ・クーンズ
- ダミアン・ハースト
- アンディ・ウォーホル
- 飯田高誉
- 宮島達男
- ヴァネッサ・ビークロフト
- マウリツィオ・カテラン
- 椿昇
- 森村泰昌
- 村上隆
- ライアン・マッギネス
- ジョン・ケスラー
- マドンナ
- ミシェル・ゴンドリー
- ジェレミー・スコット
- 中山ダイスケ
- 森万里子
- 高橋洋介